# Кисляк (село)
Кисляк (укр. Кисляк) — село в Гайсинском районе Винницкой области Украины.

## История
Являлось административным центром Кислякской волости Гайсинского уезда Подольской губернии Российской империи.
Во время Великой Отечественной войны в 1941 - 1944 гг. село находилось под немецкой оккупацией.
Население по переписи 2001 года составляло 1039 человек.

## Адрес местного совета
23725, Винницкая область, Гайсинский р-н, с.Карбовка, ул.Ленина, 69а